# Compagnie anonyme du chemin de fer de la Moselotte
La Compagnie anonyme du chemin de fer de la Moselotte était une société anonyme française, créée en 1875 par Henri Géliot pour reprendre la future concession (1877) d'un chemin de fer de Remiremont à Cornimont.
Elle livre sa ligne en 1879 et en confie l'exploitation à la Compagnie des chemins de fer de l'Est. Elle vend la ligne à cette même compagnie en 1881.

## Ligne concédée
- 1877, Ligne de Remiremont à Cornimont

## Histoire
Henri Géliot, industriel cotonnier à Saint-Étienne-lès-Remiremont s'intéresse à l'arrivée du chemin de fer. En 1875, il reprend les études débutées par la compagnie des chemins de fer des Vosges qui envisageait une ligne de Remiremont à la Bresse et fonde la « Compagnie anonyme du chemin de fer de la Moselotte » dans le but d'établir un chemin de fer dans la vallée de la Moselotte. La concession pour un chemin de fer de Remiremont à Cornimont est accordé le 24 février 1877 à Henri Géliot, qui la rétrocède à sa société anonyme.
La compagnie construit la ligne et en confie son exploitation à la Compagnie des chemins de fer de l'Est qui rachète la ligne en 1881.